# Рунк (Скаришоара)
Рунк (рум. Runc) насеље је у Румунији у округу Алба у општини Скаришоара. Oпштина се налази на надморској висини од 1036 m.

## Становништво
Према подацима из 2002. године у насељу је живело 167 становника, од којих су сви румунске националности.